# Koruzna omakalna vodica
Koruzna omakalna vodica (angl. corn steep liquor) je stranski produkt (pogosto odpadek) pri vlažnem mletju koruze. Uporablja se kot hranilo v nekaterih gojiščih v mikrobiologiji. Uporabljali so jo tudi v začetkih raziskavah pridobivanja penicilina. Predstavlja zelo dober vir organskega dušika..

## Sestava
Sestavine v koruzni omakalni vodici, izražene v odstotkih: 
| Sestavina                                            | %           |
| ---------------------------------------------------- | ----------- |
| voda                                                 | 45–55       |
| mlečna kislina                                       | 5–15        |
| Kjeldahlov dušik                                     | 2,7–4,5     |
| pepel                                                | 9–10        |
| aminski N (po Van Slyku)                             | 1,0–1,8     |
| hlapne kisline (izražene kot ocetna kislina)         | 0,1–0,3     |
| hlapni dušik                                         | 0,25–0,4    |
| SO2                                                  | 0,009–0,015 |
| prosti reducirajoči sladkorji (izraženi kot glukoza) | 0,1–11,0    |